# Torah Bright
Torah Jane Bright (født 27. december 1986 i New South Wales) er en australsk snowboarder, der har deltaget i tre olympiske lege.
Hun deltog første gang ved vinter-OL 2006, hvor hun stillede op i halfpipe. Hun blev nummer ti i første kvalifikationsrunde og vandt derpå anden runde. I finalen opnåede hun 41,0 point i sit andet forsøg, og det rakte til en femteplads i konkurrencen.
Fire år senere, ved legene i 2010 i Vancouver, var Bright australsk flagbærer ved åbningsceremonien, og sportsligt stillede hun igen op i halfpipe. Hun vandt kvalifikationsrunden med 45,8 point og gik dermed direkte i finalen. Her styrtede hun i sit første forsøg og fik en meget lav score, men hun tog revanche i andet forsøg og sikrede sig guldet med 45,0 point foran amerikanerne Hannah Teter (42,4 point) og Kelly Clark (42,2 point).
Ved vinter-OL 2014 i Sotji stillede hun op i tre discipliner. I slopestyle blev hun nummer syv, og i boardercross blev hun nummer atten. Som forsvarende olympisk mester i halfpipe var hun naturligvis blandt favoritterne i denne disciplin, og hun klarede sig direkte i finalen med en tredjeplads i kvalifikationsheatet. Her opnåede hun efter en halvdårlig præstation i første forsøg 91,50 point i andet, hvilket lige akkurat var for lidt til at vinde, idet amerikaneren Kaitlyn Farrington vandt guld med 91,75 point, mens Kelly Clark fik bronze med 90,75.
Udover sine OL-præstationer har hun vundet bronze ved VM i snowboard i 2013. Hun har desuden vundet flere medaljer ved vinter-X-games i superpipe, heriblandt guld i 2007 og 2009.